# Żukowce (rejon krzemieniecki)
Żukowce (ukr. Жуківці, Żukiwci) – wieś na Ukrainie w rejonie krzemienieckim obwodu tarnopolskiego.

## II Rzeczpospolita
Dawniej wieś Żukowce w gminie Wyszogródek (powiat krzemieniecki), w woj. wołyńskim; w parafii Wyszogródek.